# دوزنلیک
دوزنلیک (به انگلیسی: Düzənlik) یک روستا و دهکده در شهرستان سالیان در جمهوری آذربایجان است. جمعیت این روستا ۹۵۴ نفر است.